# Самуил (община)
Вижте пояснителната страница за други значения на Самуил.
Община Самуил е разположена в Североизточна България и е една от съставните общини на област Разград.

## География

### Географско положение, граници, големина
Общината се намира в източната част на област Разград. С площта си от 250,288 km2 заема 5-о място сред 7-те общини на областта, което съставлява 10,3% от територията на областта. Границите ѝ са следните:
- на север – община Исперих;
- на североизток – община Каолиново, област Шумен;
- на югоизток – община Венец и община Хитрино, област Шумен;
- на югозапад – община Лозница;
- на запад – община Разград.

### Природни ресурси

#### Релеф
Община Самуил се намира в централната част на Източната Дунавска равнина. Релефът ѝ е предимно хълмист, с надморска височина между 300 и 450 m. Южните райони на общината попадат в централните, най-високи части части на Самуиловските височини. Тук югоизточно от село Кривица, на границата с община Венец се намира максималната височина от 498,5 m на общината. Районите на север от Самуиловските височини попадат в централните части на Лудогорското плато, като релефът постепенно се понижава от юг на север. Северно от село Здравец, на границата с община Исперих, в коритото на река Ясенковец (десен приток на река Сенковец) е най-ниската ѝ точка – 240 m н.в.

#### Води
В източната част на общината протича част от най-горното на река Сенковец (Сазлъка, десен приток на Дунав). Тя извира при село Висока поляна (община Хитрино, област Шумен) и след около 3 km навлиза на територията на община Самуил. Преминава покрай селата Кривица, Голяма вода, Кара Михал и Ножарово и северозападно от последното навлиза в община Исперих. По цялото си протежение в общината реката тече в дълбока, на места каньоновидна долина, всечена на 50-70 m спрямо околния терен. През село Здравец протича най-горното течение на десния ѝ приток река Ясенковец.
Поради по-високо издигнатия релеф на община Самуил спрямо околните общини от нея водят началото си и протичат с най-горните си течения две по-големи реки: Царацар и Война. Река Царацар (Демирбаба, Крапинец, десен приток на Дунав) води началото си от извор-чешма в южната част на село Хърсово, преминава през центъра на селото и на около 6 km след него навлиза в община Исперих. Река Война също води началото си от извор-чешма в източната част на село Самуил, преминава между селата Хърсово и Голям извор и също навлиза на територията на община Исперих. В Община Самуил техните долини са плитки и с полегати склонове за разлика от тези надолу по теченията им.
На територията на община Самуил има изградени няколко микроязовира, водите на които основно се използват за напояване на земеделските земи в региона. По-големи от тях са: „Кара Михал“ (на река Сенковец), „Хърсово“ (на река Царацар), „Желязковец“ и др.

#### Климат
Климатът на общината е умерено континентален и притежава всички типични за него характеристики. Средноденонощната годишна температура на въздуха е 10-12 °C. Средномесечната максимална температура е през юли (26.2 °C), а средната минимална температура е през януари (-5.8 °C). Абсолютната максимална температура е 37 °C, а абсолютната минимална -25.8 °C. Средногодишната сума на валежите е 67.4 мм/м2. Максималните валежи са през пролетно-летния период и есенния период. Слънчевите дни са 180-200 дни в годината. В южните части на района, където се издигат Самуиловските височини, ветровата характеристика е по-различна, от северните части, като тук преобладаващите ветрове са североизточните.

### Населени места
Общината се състои от 14 населени места. Списък на населените места, подредени по азбучен ред, население и площ на землищата им:
| Населено място | Пребр. на населението през 2021 г. | Площ на землището (в км2) | Забележка (старо име) | Населено място | Пребр. на населението през 2021 г. | Площ на землището (в км2) | Забележка (старо име) |
| Богданци       | 401                                | 16,338                    | Абдул                 | Кара Михал     | 44                                 | 11,278                    | Караман, Розино       |
| Богомилци      | 215                                | 10,583                    | Софулар               | Кривица        | 172                                | 16,819                    | Топал, Кривци         |
| Владимировци   | 984                                | 28,304                    | Саръ Хебеб, Хебиб     | Ножарово       | 491                                | 6,579                     | Кълъч                 |
| Голяма вода    | 221                                | 9,268                     | Хасан махала          | Пчелина        | 248                                | 12,892                    | Кованджилар           |
| Голям извор    | 320                                | 34,223                    | Кара арнаут           | Самуил         | 1310                               | 13,731                    | Ашиклар               |
| Желязковец     | 552                                | 23,356                    | Демирджилер           | Хума           | 205                                | 10,627                    | Къналии               |
| Здравец        | 314                                | 12,671                    | Симеоново             | Хърсово        | 408                                | 43,619                    |                       |

## Административно-териториални промени
- МЗ № 2820/обн. 14.08.1934 г. – преименува с. Абдул на с. Богданци;

– преименува гар.с. Гара Ашиклар (Ашикларска станция, Ашиклар гара) на гар.с. Гара Самуил;
– преименува с. Кара арнаут на с. Голям извор;
– преименува с. Демирджилер на с. Желязковец;
– преименува с. Ашиклар на с. Самуил;
– преименува с. Муса баба теке на с. Църквино;
- МЗ № 3072/обн. 11.09.1934 г. – преименува с. Саръ Хебиб (Хебиб) на с. Владимировци;
- МЗ № 3775/обн. 07.12.1934 г. – преименува с. Софулар на с. Богомилци;

– преименува с. Хасан махала на с. Голяма вода;
– преименува с. Топал на с. Кривци;
– преименува с. Калъч на с. Ножарово;
– преименува с. Кованджилар на с. Пчелина;
– преименува с. Къналии (Каналии) на с. Хума;
- МЗ № 1966/обн. 16.11.1935 г. – преименува с. Кривци на с. Кривица;
- МЗ № 911/обн. 01.07.1943 г. – обединява селата Голям Торсун и Малък Торсун в едно ново населено място – с. Симеоново;
- МЗ № 5530/обн. 17.09.1947 г. – преименува с. Симеоново на с. Здравец;
- Указ № 317/обн. 13,12.1955 г. – заличава гар.с. Гара Самуил и с. Църквино и ги присъединява като квартали на с. Самуил;
- Указ № 3864/обн. 21.11.1986 г. – преименува с. Кара Михал (Караман) на с. Розино;
- Указ № 98/обн. 17.05.1994 г. – възстановява старото име на с. Розино на с. Кара Михал.

## Население

### Етнически състав
Численост и дял на етническите групи според преброяването на населението през 2011 г., по населени места (подредени по численост на населението):
| Населено място | Численост | Численост | Численост | Численост | Численост | Численост           | Численост     | Населено място | Дял (в %) | Дял (в %) | Дял (в %) | Дял (в %) | Дял (в %)           | Дял (в %)     |
| Населено място | Общо      | Българи   | Турци     | Цигани    | Други     | Не се самоопределят | Не отговорили | Населено място | Българи   | Турци     | Цигани    | Други     | Не се самоопределят | Не отговорили |
| Общо           | 7005      | 769       | 5337      | 346       | 98        | 42                  | 413           | 100.00         | 10.97     | 76.18     | 4.93      | 1.39      | 0.59                | 5.89          |
| -------------- | --------- | --------- | --------- | --------- | --------- | ------------------- | ------------- | -------------- | --------- | --------- | --------- | --------- | ------------------- | ------------- |
| Самуил         | 1576      | 148       | 1190      | 26        |           |                     | 202           | Самуил         | 9.39      | 75.50     | 1.64      |           |                     | 12.81         |
| Владимировци   | 1127      | 56        | 1017      | 7         |           |                     | 44            | Владимировци   | 4.96      | 90.23     | 0.62      |           |                     | 3.90          |
| Желязковец     | 663       | 49        | 377       | 227       |           |                     | 0             | Желязковец     | 7.39      | 56.86     | 34.23     |           |                     | 0.00          |
| Ножарово       | 564       | 3         | 534       | 0         | 0         | 4                   | 23            | Ножарово       | 0.53      | 94.68     | 0.00      | 0.00      | 0.70                | 4.07          |
| Богданци       | 514       | 38        | 430       |           |           | 3                   | 42            | Богданци       | 7.39      | 83.65     |           |           | 0.58                | 8.17          |
| Хърсово        | 464       | 229       | 150       |           | 31        |                     | 48            | Хърсово        | 49.35     | 32.32     |           | 6.68      |                     | 10.34         |
| Здравец        | 378       | 38        | 310       |           |           | 11                  | 17            | Здравец        | 10.05     | 82.01     |           |           | 2.91                | 4.49          |
| Голям извор    | 357       | 150       | 39        | 82        | 60        | 0                   | 26            | Голям извор    | 42.01     | 10.92     | 22.96     | 16.80     | 0.00                | 7.28          |
| Голяма вода    | 298       |           | 294       | 0         | 0         |                     | 1             | Голяма вода    |           | 98.65     | 0.00      | 0.00      |                     | 0.33          |
| Богомилци      | 277       |           | 271       |           | 0         | 0                   | 5             | Богомилци      |           | 97.83     |           | 0.00      | 0.00                | 1.80          |
| Пчелина        | 271       | 3         | 268       | 0         | 0         | 0                   | 0             | Пчелина        | 1.10      | 98.89     | 0.00      | 0.00      | 0.00                | 0.00          |
| Хума           | 241       | 0         | 239       | 0         |           |                     | 1             | Хума           | 0.00      | 99.17     | 0.00      |           |                     | 0.41          |
| Кривица        | 212       | 6         | 201       | 0         |           |                     | 4             | Кривица        | 2.83      | 94.81     | 0.00      |           |                     | 1.88          |
| Кара Михал     | 63        | 46        | 17        | 0         | 0         | 0                   | 0             | Кара Михал     | 73.01     | 26.98     | 0.00      | 0.00      | 0.00                | 0.00          |

## Транспорт
През общината преминават два участъка с обща дължина от 28,4 km от Железопътната мрежа на България;
- в южната част на общината, от северозапад на югоизток – участък от 10,9 km от трасето на жп линията Русе – Самуил – Каспичан – Варна;
- от юг на север – началният участък от 17,5 km от трасето на жп линията Самуил – Силистра.

През общината преминават частично 2 пътя от Републиканската пътна мрежа на България с обща дължина 45,9 km:
- участък от 30,3 km от Републикански път III-2005 (от km 2,9 до km 33,2);
- последният участък от 15,6 km от Републикански път III-7002 (от km 10,8 до km 26,4).

## Топографски карти
- Лист от карта K-35-18. Мащаб: 1 : 100 000.